# Castillo de Fullerö
El Castillo de Fullerö es un castillo de fideicomiso desde 1739, en Barkarö, Suecia. Augustin Ehrensvärd, que estuvo al cargo de la construcción de la fortaleza de Suomenlinna (Sveaborg), nació en el Castillo de Fullerö. La familia comital Cronstedt adquirió el castillo en el siglo XVII.